# Gabriella Willems

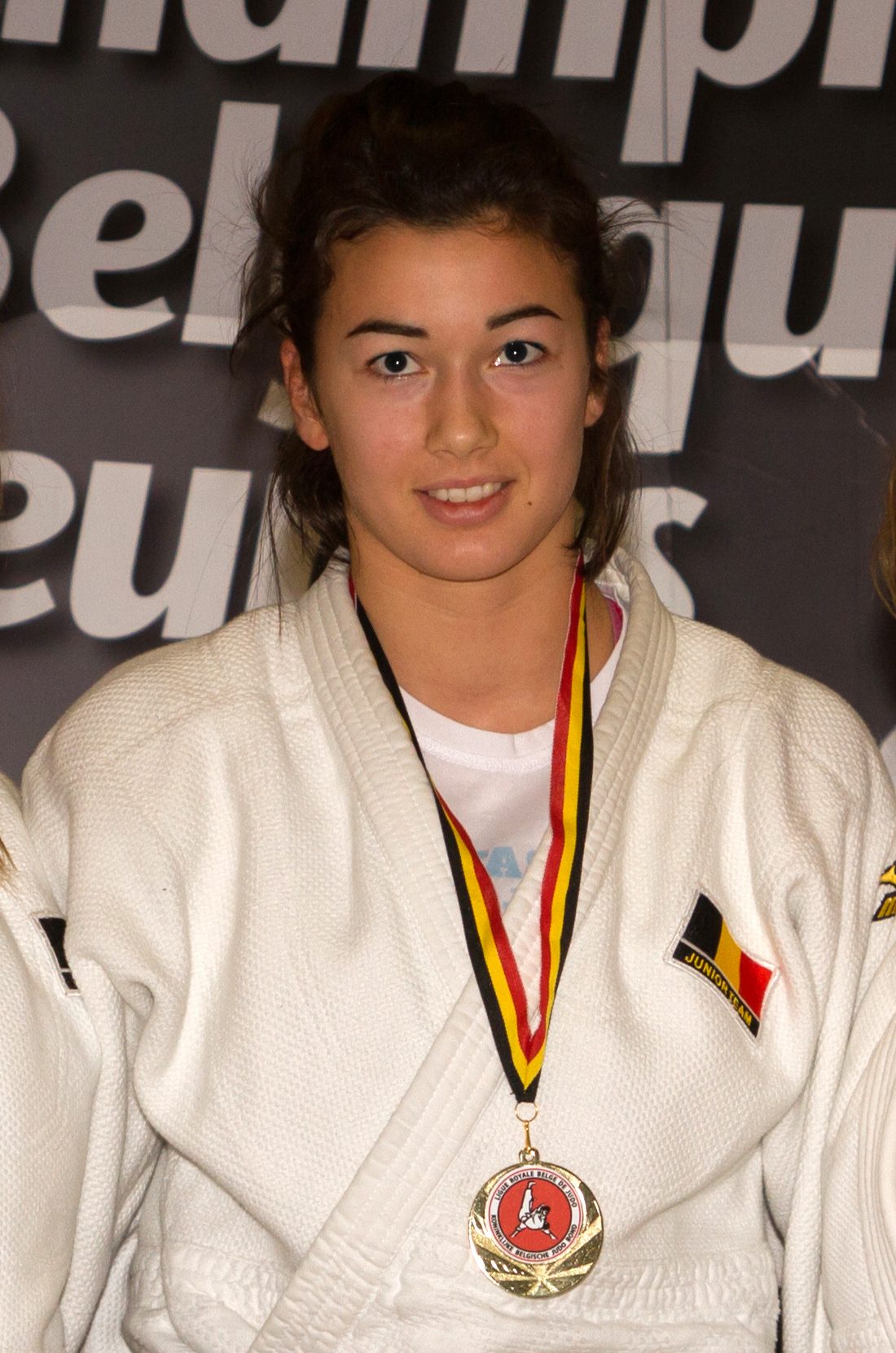
Gabriella Willems als belgische U21-Meisterin (2016)

Gabriella Willems (* 1. Juli 1997 in Lüttich) ist eine belgische Judoka. Sie wurde 2024 Olympiadritte.

## Sportliche Karriere
Gabriella Willems kämpft seit 2014 im Mittelgewicht, der Gewichtsklasse bis 70 Kilogramm. In dieser Gewichtsklasse war sie 2016, 2017 und 2018 belgische Meisterin.
Im Februar 2020 erreichte Willems das Finale beim Grand Slam in Düsseldorf und unterlag dann gegen die Japanerin Chizuru Arai. Im März 2021 wurde Willems Dritte beim Grand Slam in Tiflis. Ihre nächste Medaille bei einem Grand-Slam-Turnier gewann Willems im Oktober 2022 in Abu Dhabi, als sie erst im Finale gegen die Griechin Elisavet Teltsidou verlor. Eine Woche später besiegte Willems die Griechin im Halbfinale des Grand Slams in Baku, verlor dann aber im Finale gegen die Niederländerin Sanne van Dijke. Im Februar 2023 wurde Willems Dritte beim Grand Slam in Tel Aviv.
Im Mai 2024 bei den Weltmeisterschaften in Abu Dhabi erreichte Willems erstmals ein Viertelfinale bei einer internationalen Meisterschaft. Sie besiegte in der Runde der letzten Acht die Russin Madina Taimasowa und verlor dann im Halbfinale gegen die Französin Marie-Ève Gahié. Im Kampf um Bronze unterlag Willems der Japanerin Shiho Tanaka. Zwei Monate später bei den Olympischen Spielen in Paris bezwang Willems in ihrem Auftaktkampf María Pérez aus Puerto Rico und im Achtelfinale Elisavet Teltsidou. Nach ihrer Viertelfinalniederlage gegen die Deutsche Miriam Butkereit gewann Willems in der Hoffnungsrunde gegen Marie-Ève Gahié. Im Kampf um Bronze besiegte sie schließlich Sanne van Dijke.
Gabriella Willems ist mit dem italienischen Judoka Christian Parlati liiert. Sie trainiert teilweise im belgischen Löwen und teilweise im italienischen Neapel.